# Sunao Sonoda
Sunao Sonoda (園田 直?, Sonoda Sunao; Prefettura di Kumamoto, 11 dicembre 1913 – Tokyo, 2 aprile 1984) è stato un militare e politico giapponese, che ha ricoperto le cariche di Ministro della salute e del benessere, Capo della segreteria di Gabinetto e Ministro degli affari esteri del Giappone.
Era soprannominato "Ministro degli esteri volante", per la sua intensa attività diplomatica volta ad accrescere il ruolo internazionale del paese durante i suoi mandati.
È stata una figura molto significativa per la normalizzazione dei rapporti tra il Giappone e la Cina.

## Biografia

### Carriera militare
Nato l'11 aprile 1913 nella prefettura di Kumamoto, nel 1938 fu arruolato nell'Esercito imperiale giapponese, che servì sia nella Seconda guerra sino-giapponese che nella seconda guerra mondiale, durante le quali si distinse per la sua leadership e per le sue abilità da paracadutista.
Verso la fine del secondo conflitto mondiale venne selezionato per prendere parte ad una missione aerea suicida contro alcuni B-29 americani, sull'isola di Saipan. La missione, programmata per il 20 agosto 1945, non si svolse data l'imminente resa dei nipponici. Nonostante la carriera militare, i trascorsi in guerra alimentarono in lui idee pacifiste, per le quali si adopererà negli anni del suo impegno politico.

### Impegno politico
Nel 1946 venne eletto a capo del suo villaggio, mentre l'anno successivo, nel 1947, entrò a far parte Camera dei rappresentanti per la prefettura di Kumamoto.
Inizialmente membro del vecchio Partito Democratico Giapponese (日本民主党?, Nihon Minshutō), quando questo si fuse con il Partito Liberale (自由党?, Jiyutō) Sonoda entrò a far parte del neonato Partito Liberal Democratico (LDP). Nel 1955 fu viceministro degli esteri adoperandosi attivamente per riallacciare i rapporti tra il Giappone e l'URSS. Nel 1960 lasciò l'LDP, dopo aver sollevato obiezioni sul trattato di mutua sicurezza sottoscritto con gli USA.
Dopo essere tornato tra le file dell'LDP ricoprì la carica di vicepresidente della camera bassa, per due mandati, dal 20 dicembre 1965 al 25 novembre 1967. In seguito fu Ministro per la salute ed il benessere per due volte, la prima tra il 1967 ed il 1968, la seconda nel 1981. Durante la presidenza di Takeo Fukuda ricoprì la carica di Capo della segreteria di Gabinetto.
All'interno dell'LDP, inizialmente, Sonoda si schierò contro la fazione di Yasuhiro Nakasone, nel 1972 supportò Fukuda, ma successivamente lo lasciò per schierarsi con Masayoshi Ōhira.

### Ministro degli affari esteri
Sonoda fu Ministro degli esteri per tre mandati, di cui due consecutivi. La prima dal 1977 al 1978, con a capo del governo Takeo Fukuda, mentre la seconda dal 1978 al 1979 con Masayoshi Ōhira. Il terzo mandato fu con Zenkō Suzuki tra il 17 maggio ed il 30 novembre 1981.
Nel 1978 rappresentò il paese alla cerimonia per la firma del trattato di pace e amicizia con la Cina, un documento fondamentale per la ripresa dei rapporti tra le due nazioni. Durante il secondo mandato avviò contatti con i paesi africani, visitandone cinque nel luglio 1979: Tanzania, Nigeria, Kenya, Costa d'Avorio e Senegal. Nell'agosto 1979 viaggiò anche in Sudamerica.
Il 17 maggio 1981, venne chiamato nuovamente a ricoprire la carica dal Primo ministro Suzuki, in seguito alle inaspettate dimissioni di Masayoshi Itō. Durante questo periodo la sua politica diplomatica fu omnidirezionale, infatti al contrario dei suoi predecessori rilasciò anche visti d'ingresso anche a delegazioni sovietiche.
Nonostante ciò venne rimosso dal suo incarico nel novembre 1981, a causa delle sue spietate dichiarazioni rilasciate contro le politiche statunitensi ed altre che avrebbero potuto pregiudicare i rapporti con la Corea del Sud.

### Vita privata
Sunao Sonoda si sposò due volte. La seconda moglie, Tenkoko Sonoda, sposata dopo la seconda guerra mondiale, fu membro della Dieta nazionale del Giappone, e gli diede due figli.
Hiroyuki Sonoda, il figlio avuto dalla prima moglie, è stato anch'esso membro della Dieta, per la prefettura di Kumamoto, militando tra le file del Partito per le Generazioni Future.

### Morte
Sonoda morì il 2 aprile 1984, dopo essere stato ricoverato all'ospedale dell'Università Keio per una grave insufficienza renale.